# Neorileya ashmeadi
Neorileya ashmeadi är en stekelart som beskrevs av Crawford 1913. Neorileya ashmeadi ingår i släktet Neorileya och familjen kragglanssteklar.
Artens utbredningsområde är:
- Kuba.
- Panama.
- Venezuela.

Inga underarter finns listade i Catalogue of Life.